# Mozartův efekt
Mozartův efekt je označení pro silně zpochybněnou psychologickou teorii, že poslech Mozartovy hudby může vést ke krátkodobému zlepšení určitých kognitivních schopností, zejména vizuálně-prostorového myšlení. Jiné populárně-psychologické a pseudovědecké zdroje uvádějí, že poslech hudby zvyšuje inteligenci obecně, případně že poslech Mozarta v raném věku či během prenatálního vývoje má blahodárné účinky na duševní rozvoj osobnosti.
S Mozartovým efektem často pracují různé populárně-psychologické zdroje, celá teorie ale nemá dostatečnou empirickou oporu ve výzkumu a je založena na několika málo výzkumných studiích. Většina výzkumných studií existenci efektu zpochybňuje – efekt je buď žádný nebo velmi malý, případně by byl stejný i při využití jiného typu hudby či zvukových vjemů. Zdá se tedy, že Mozartův efekt buď neexistuje, nebo jde o chybnou interpretaci jiných psychologických jevů, například zlepšeného učení v důsledku zvýšení arousalu (v případě, že se nám hudba líbí), asociací učeného materiálu s konkrétní hudbou (která může být jakákoli) a podobně. Kritizováno je i obchodní využití Mozartova efektu v byznysu, zejména Spojených státech, kde byly například z veřejných prostředků financovány neefektivní plošné intervence s cílem zvýšit intelekt malých dětí. Zdá se však, že Mozartova hudba je příjemná, a že proto u některých lidí navozuje přívětivou atmosféru vhodnou pro učení. To však neznamená, že tento efekt platí pouze pro Mozartovu hudbu, či funguje pro všechny lidi obecně; případný efekt je navíc velmi slabý.

## Jiné významy
- Obchodní značka kolekce nahrávek a dalšího materiálu, určené pro víceúčelové využití.